# Linnaemya tuberculata
Linnaemya tuberculata är en tvåvingeart som beskrevs av Hiroshi Shima 1986. Linnaemya tuberculata ingår i släktet Linnaemya och familjen parasitflugor. Inga underarter finns listade i Catalogue of Life.